# NGC 391

NGC 391

NGC 391 هي مجرة تتبع كوكبة قيطس. اكتشفها جورج فيلبس بوند في 8 يناير 1853.

## روابط خارجية
- NGC 391 على موقع ويكي سكاي: DSS2, SDSS, GALEX, IRAS, Hydrogen α, X-Ray, Astrophoto, Sky Map, Articles and images